# Distretto di El Milia
Il distretto di El Milia è un distretto della provincia di Jijel, in Algeria.

## Comuni
Il distretto di El Milia comprende 2 comuni:
- El Milia
- Ouled Yahia Khedrouche